# Михайло Сервацій Вишневецький
Князь Михайло Сервацій Корибут Вишневецький (пол. Michał Serwacy Wiśniowiecki; 13 травня 1680, Львів — 16 вересня 1744, Мереч) — польський магнат з династії Вишневецьких, державний і військовий діяч Речі Посполитої.

## Життєпис

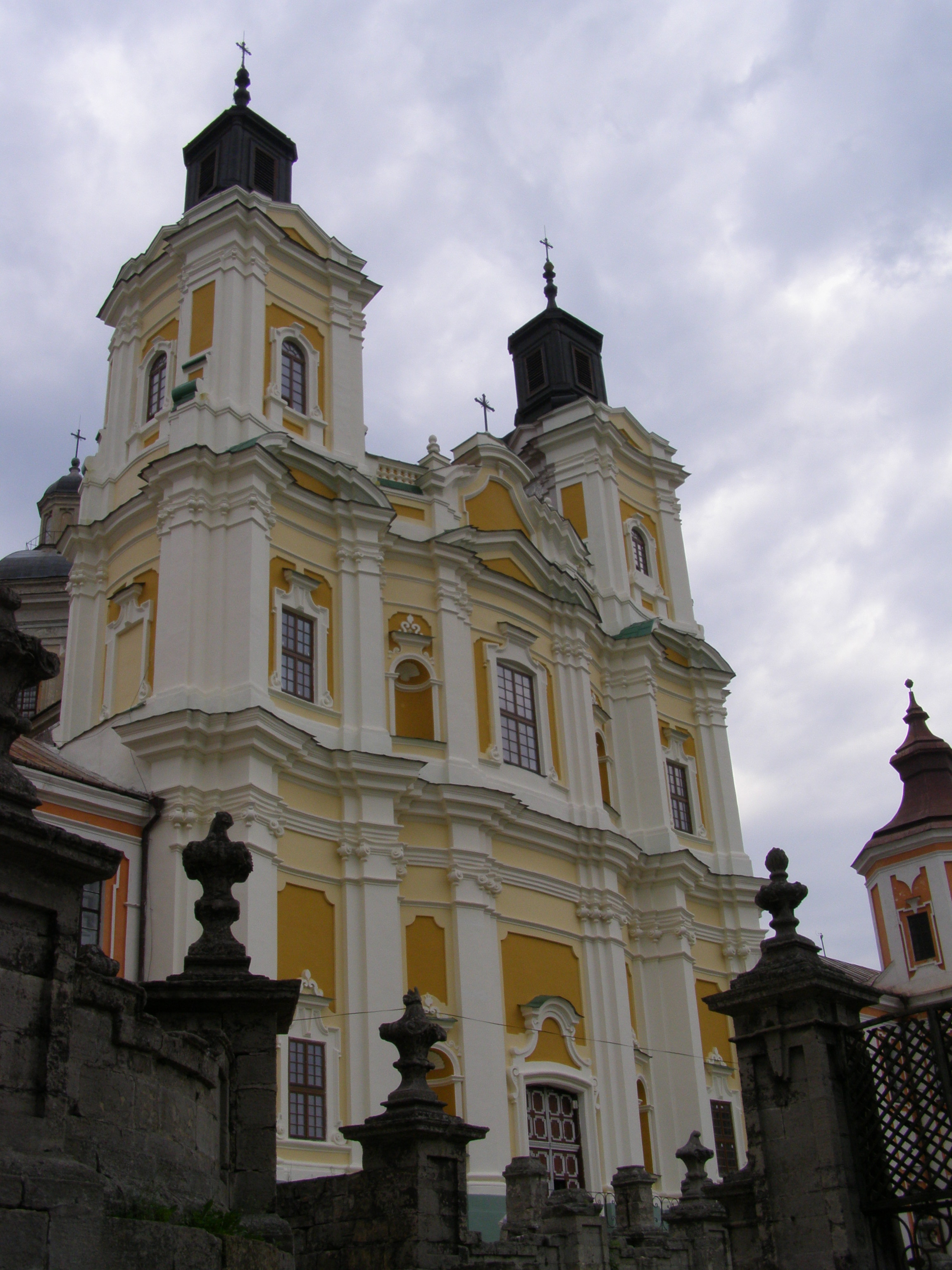
Базиліка, Крем'янець

Другий син воєводи руського, белзького Константина Кшиштофа Вишневецького і його дружини Анни з Ходоровських.
Михайло Сервацій був польним гетьманом литовським (з 1702), великим гетьманом литовським (з 1703), великим канцлером литовським (з 1720), воєводою віленським (з 1735). Також був:
- маршалком Великого князівства Литовського (1700, захищав права та вольності князівства)
- маршалком сейму Речі Посполитої (1703)
- маршалком Головного литовського трибуналу (1724, 1732)
- реґіментарем війська Великого князівства.

До 1707 року підтримував польського короля, саксонця Августа II Сильного, потім перейшов на бік Станіслава Лещинського.
У 1709 роув потрапив у полон до російських військ під Скоморохами, перевезений до Глухова, звідки втік за кордон за допомогою монахів — послідовників святого Андрія Боболі. В 1716 р. повернувся до Вишнівця, та займався проектуванням і будівництвом палацу, який був зведений між 1731—1744 роками.
Близько 1720 року князь заснував колегіум єзуїтів у Крем'янці, який діяв до 1773 року. Був головним меценатом його розбудови за проектами Павла Гіжицького та Паоло Фонтани у 1731—1744 роках.
Помер у 1744 р. в Меречі (нині Мяркінє, Литва), був похований у Вишневці в кармелітському монастирі. На ньому згас рід князів Вишневецьких. Після смерті Михайла Сервація володіння Вишневецьких перейшли до його зятів Огінських та Замойських.

## Сім'я
Дружина — княжна Катерина Дольська, донька Яна Кароля Дольського.
Діти:
- Анна Вишневецька (1700—1732), з 1721 року дружина троцького воєводи Юзефа Огінського (бл. 1693—1736);
- Барбара-Єлизавета Вишневецька (1701—1770), з 1722 року дружина ловчого великого коронного і смоленського воєводи Міхала Здзіслава Замойського (бл. 1679—1735)